# Parafia Wniebowzięcia Najświętszej Maryi Panny i św. Stanisława Biskupa i Męczennika w Narwi
Parafia pw. Wniebowzięcia Najświętszej Marii Panny i św. Stanisława Biskupa i Męczennika w Narwi – parafia rzymskokatolicka należąca do dekanatu Hajnówka, diecezji drohiczyńskiej, metropolii białostockiej. Siedziba parafii znajduje się w Narwi.

## Historia
Parafia istnieje od 1528 r., kiedy to król Zygmunt Stary wraz z małżonką królową Boną ufundował kościół. Do dziś z pierwotnego kościoła przetrwały jedynie dwa obrazy malowane na desce, przedstawiające sceny Ukrzyżowania, datowane na II połowę XVI wieku oraz obraz Matki Boskiej Hodigitri z XVII wieku.

## Miejsca święte

### Kościół parafialny
Obecny kościół parafialny został wybudowany w latach 1738-1748, prawdopodobnie na zlecenie Jana Klemensa Branickiego. Kościół pw. Wniebowzięcie Najświętszej Maryi Panny w Narwi jest jednym z najcenniejszych zabytków architektury drewnianej w regionie.

### Kościoły filialne i kaplice
Na terenie parafii, na starym cmentarzu w Narwi, znajduje się także mała kapliczka.

## Inne budowle parafialne i obiekty małej architektury sakralnej

### Plebania i dom parafialny
Przy kościele znajduje się drewniana plebania oraz dom parafialny, odrestaurowany po 1985 roku przez ks. kan. Edmunda Tararuja.

## Obszar parafii
Parafia obejmuje bardzo rozległy obszar, który zamieszkuje około 8000 osób, z czego tylko 739 to katolicy, mieszkający głównie w Narwi i we wsi Ancuty. Do parafii należą mieszkańcy 76 wsi leżących na terenie 5 gmin.

### Miejscowości i ulice
W granicach parafii znajdują się miejscowości:

- Ancuty,
- Białki,
- Bindziuga,
- Bujakowszczyzna,
- Bruszkowszczyzna,
- Chrabostówka,
- Cimochy,
- Cisy,
- Dawidowicze,
- Doratynka,
- Gorędy,
- Gorodczyno,
- Gradoczno,
- Gorodzisko,
- Hajdukowszczyzna,
- Hukowicze,
- Istok,
- Iwanki,
- Janowo,
- Kaczały,
- Kamień,
- Klejniki,
- Koleśne,
- Kolonia Śliwowo,
- Kotłówka,
- Koweła,
- Krugły Lasek,
- Krzywiec,
- Kuraszewo,
- Kutowa, Lachy,
- Lady,
- Leniewo,
- Łopuchówka,
- Łosinka,
- Łuszcze,
- Maciejkowa Góra,
- Makówka,
- Maksymowszczyzna,
- Narew,
- Nowiny,
- Nowosiółki,
- Odrynki,
- Ogrodniki,
- Paszkowszczyzna,
- Podborowisko,
- Podwaśki,
- Podwieżanka,
- Polko,
- Przybudki,
- Puchły,
- Radźki,
- Rohozy,
- Rybaki,
- Saki,
- Skaryszewo,
- Stawek,
- Sunka,
- Supruny,
- Suszcza,
- Tokarowszczyzna,
- Trześcianka,
- Tyniewicze Małe,
- Tyniewicze Duże,
- Usnarszczyzna,
- Waniewo,
- Waśki,
- Wieżanka,
- Wólka,
- Zabłocie
- Żywkowo.